# Johan Laidoner
Johan Laidoner (Viiratsi, 12 febbraio 1884 – Vladimir, 13 marzo 1953) è stato un generale estone, primo comandante in capo dell'Eesti maavägi che guidò nel corso della guerra d'indipendenza estone.
Come comandante delle forze militari estoni, appoggiò il colpo di Stato che nel 1934 portò all'instaurazione in Estonia del regime autoritario di Konstantin Päts; arrestato dai sovietici dopo l'occupazione dell'Estonia, morì in prigionia in Russia.

## Biografia
Nato in una fattoria nei pressi di Viiratsi nell'Estonia centrale, all'epoca parte dell'Impero russo, Laidoner si arruolò nell'Esercito imperiale russo nel 1901, diplomandosi all'accademia militare di Vilnius nel 1905 e all'accademia imperiale di San Pietroburgo nel 1912. Con il grado di tenente colonnello, Laidoner prestò servizio nel corso della prima guerra mondiale prima come ufficiale dell'intelligence e poi come capo di stato maggiore di una divisione; dal dicembre 1917 al febbraio 1918 comandò il primo reggimento composto unicamente di truppe nazionali estoni, per poi lavorare fino al dicembre seguente presso la rappresentanza diplomatica estone nella Repubblica Socialista Federativa Sovietica Russa.
Con la proclamazione dell'indipendenza dell'Estonia nel novembre 1918 e la conseguente invasione del territorio estone da parte delle forze della RSFS Russa, Laidoner fu richiamato in patria e, promosso al grado di tenente generale, messo al comando del neonato esercito nazionale (Eesti maavägi); nel corso della successiva guerra d'indipendenza estone, Laidoner si dimostrò un buon comandante, guidando le forze estoni e i volontari stranieri accorsi in una serie di controffensive che portarono alla liberazione del territorio dell'Estonia occupato dai russi, per poi bloccare i contrattacchi nemici lungo il confine russo-estone obbligando infine il governo di Mosca alla stipula del trattato di Tartu il 2 febbraio 1920, atto che riconosceva il raggiungimento di una piena indipendenza per l'Estonia. Come gli altri principali comandanti militari estoni distintisi nel conflitto, anche Laidoner fu insignito della Croce della Libertà, la massima onorificenza nazionale.
Laidoner si ritirò dal servizio nelle forze armate nel marzo 1920, per operare poi come uomo d'affari; dal 1920 al 1929 svolse anche una carriera politica, venendo eletto a un seggio nel parlamento nazionale (Riigikogu) e facendo parte in numerose occasioni della delegazione estone presso la Società delle Nazioni, per conto della quale nel 1925 presiedette una commissione incaricata di stabilire il tracciato del confine tra Turchia e Regno dell'Iraq nella zona di Mosul. Tra il 1924 e il 1925 Laidoner riprese brevemente l'incarico di comandante in capo dell'esercito estone dopo un fallito tentativo di colpo di Stato comunista a Tallinn, per poi tornare a dedicarsi alla politica; dal 1931 e fino al 1940 Laidoner fu presidente del Comitato Olimpico Estone.
Nel 1933 Laidoner si candidò all'elezione come presidente dell'Estonia, ma prima che la consultazione fosse svolta decise di appoggiare il colpo di Stato del 12 marzo 1934 messo in atto dal primo ministro Konstantin Päts per prevenire una vittoria elettorale del partito fascista estone: promosso al grado di generale (unico militare estone a raggiungere questo rango nell'epoca della prima repubblica estone), Laidoner riassunse l'incarico di comandante in capo dell'esercito estone e fece da pilastro per il regime autoritario istituito da Päts sull'Estonia.
Per effetto delle disposizioni segrete del patto Molotov-Ribbentrop tra Germania nazista e Unione Sovietica dell'agosto 1939, l'Estonia fu lasciata all'occupazione da parte dei sovietici, svoltasi praticamente senza opposizione a cavallo tra la fine del 1939 e l'inizio del 1940. Su richiesta degli occupanti sovietici, Laidoner fu rimosso dal suo incarico il 22 giugno 1940 e posto a riposo; nel luglio seguente lui e tutta la sua famiglia furono deportati dalle autorità sovietiche a Penza in Russia, dove Laidoner fu arrestato e gettato in prigione nel 1941. Laidoner sfuggì a un'esecuzione ma rimase in detenzione per tutto il resto della sua vita, morendo infine il 13 marzo 1953 nella prigione di Vladimir.

## Onorificenze

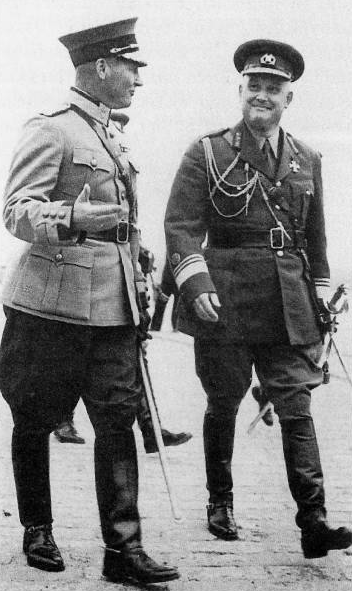
Laidoner (a destra) si incontra con il comandante dell'esercito finlandese generale Hugo Österman a Tallinn nel 1938